# Hautes Fagnes
Hautes Fagnes (fr.), Hohes Venn (něm.) či Hoge Venen (niz.), česky doslova „vysoké bažiny“, je bažinatá náhorní plošina mezi Ardenami a vrchovinou Eifel.

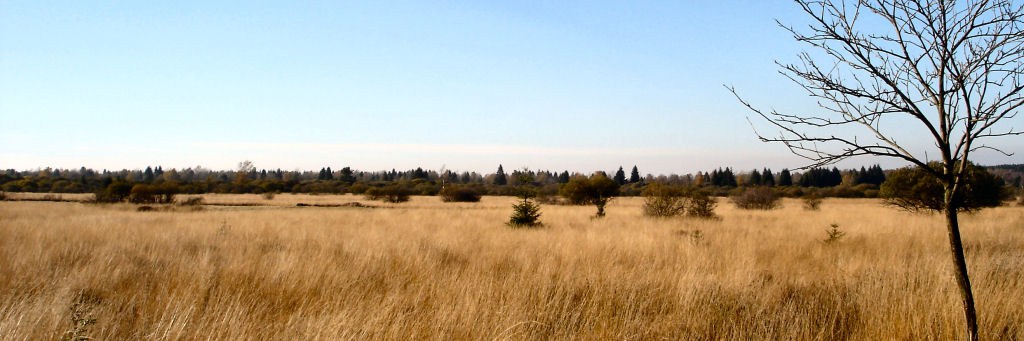
Hautes Fagnes na podzim

Rozkládá se na území belgické provincie Lutych a německých spolkových zemích Porýní-Falc a Severní Porýní-Vestfálsko.
Jejím nejvyšším bodem je Signal de Botrange (694 m n. m.), který je zároveň nejvyšším vrcholem Belgie.
Velká část Hautes Fagnes je součástí německo-belgického národního parku Hohes Venn-Eifel (Hautes Fagnes-Eifel).
Oblast Hautes Fagnes je s rozlohou 4100 ha největší přírodní rezervací v Belgii a tvoří ji především rašeliniště, vřesoviště a lesy s výjimečnou faunou a flórou, jejíž výskyt je spojen s chladným a vlhkým podnebím.
Rašeliniště začala vznikat před 7500 lety na konci poslední doby ledové rozkladem rostlin, zejména rašeliníků, ve velmi vlhkém prostředí.
Vrstva rašeliny může dosahovat tloušťky sedmi metrů.
Celková plocha rašelinišť byla původně přibližně 1000 ha, zatímco dnes zbývají pouze stovky hektarů, neboť do poloviny 20. století rašelina sloužila obyvatelům v okolí jako topivo.

## Historie

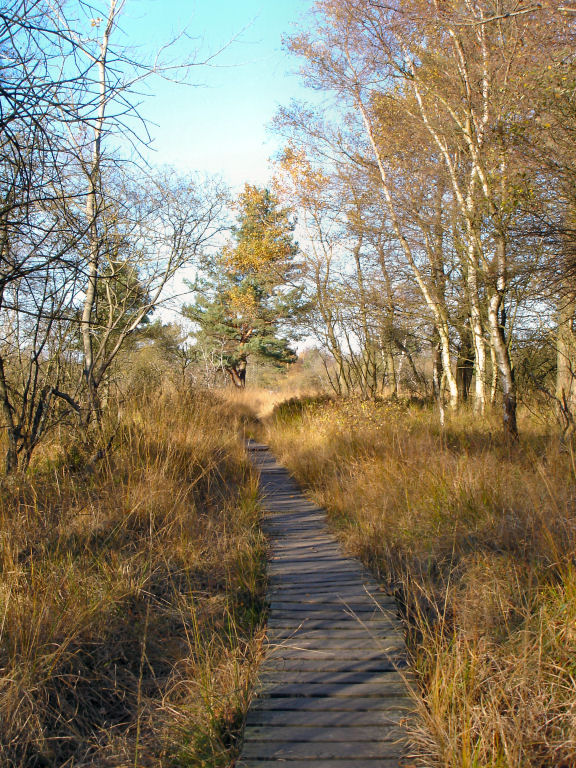
Dřevěný chodník v Hautes Fagnes

V 7. a 8. století touto oblastí procházela via Mansuerisca, která spojovala významné cesty z Remeše do Kolína nad Rýnem a z Bavay do Kolína nad Rýnem.
Tato cesta byla poprvé zmíněna roku 670 v diplomu franského krále Childericha II.
Území dlouho rozdělovaly administrativní hranice, které vedly přes Baraque Michel.
Na severozápadě se nacházel markyzát Franchimont (knížectví Lutych), na severovýchodě vévodství Limburk, na jihovýchodě hrabství a později vévodství Lucembursko a na jihozápadě opatství Stavelot-Malmedy.
Roku 1795 se oblast stala součástí francouzského departementu Ourthe.
Roku 1815 bylo území rozhodnutím Vídeňského kongresu rozděleno na dvě části.
Hranice mezi nimi vedla přibližně od severu k jihu a tvořily ji zejména říčky Helle a Eau Rouge.
- Stavelot a západní část plošiny připadla Nizozemsku.
- Německy mluvící Eupen a valonsky mluvící Malmedy byly připojeny k Prusku a roku 1920 se staly součástí Belgie.

V 19. století začalo docházet k výrazným změnám rašelinné krajiny kvůli masivnímu vysazování smrků, které narušilo ekologickou rovnováhu této oblasti.

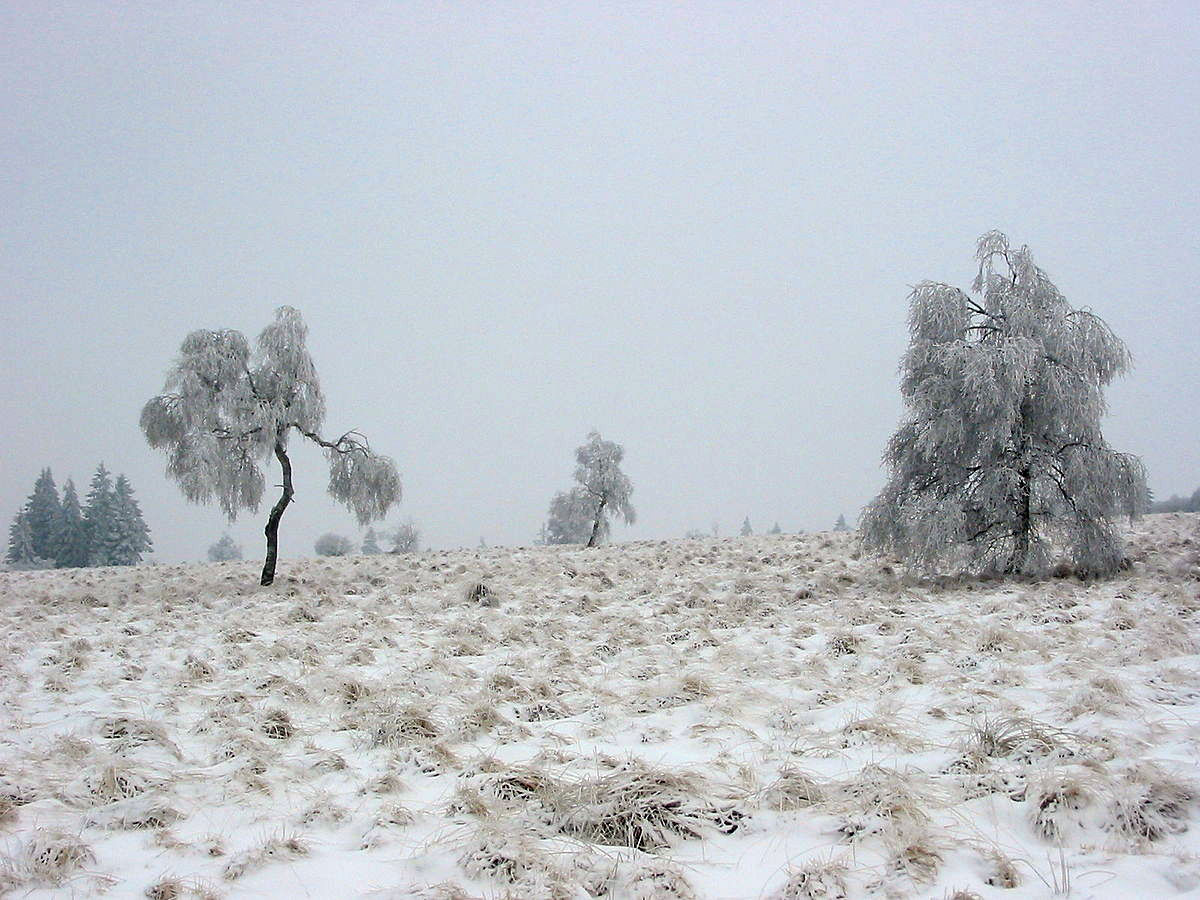
Hautes Fagnes v zimě

Roku 1924 lutyšská univerzita zřídila v Hautes Fagnes vědeckou stanici, určenou ke zkoumání této oblasti z různých hledisek.
Roku 1957 vznikl národní park Hautes Fagnes s rozlohou 4200 ha a roku 1971 byl vytvořen národní park Hautes Fagnes-Eifel, který se rozkládá na ploše 2400 km², z toho 700 km² na území Belgie.
Na konci 20. století bylo kvůli velkému zájmu turistů nutné učinit určitá opatření, týkající se zejména usměrňování pohybu turistů – přístup do některých zón je omezený nebo zakázaný.
Přesto tuto oblast v létě zaplňují milovníci přírody a v zimě běžkaři, přijíždějící z Belgie, ale i z přilehlých oblastí Nizozemska a Německa.
9. a 10. srpna 2004 došlo k požáru, který zničil 150 ha bažin poblíž Baraque Michel.

## Podnebí

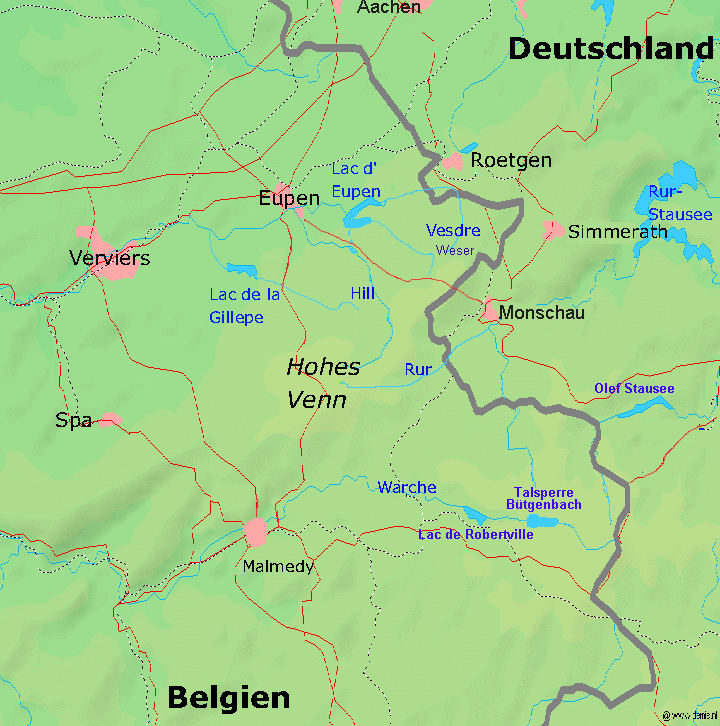
Mapa Hautes Fagnes

Při nízké maximální nadmořské výšce má oblast neobvykle drsné podnebí.
Charakterizují je hojné srážky (1400 mm ročně na Signal de Botrange, oproti 850 mm v Bruselu), husté mlhy a vytrvalé sněžení (někdy sněží ještě v květnu).
Oteplování klimatu však v posledních letech zmírňuje tuhost zim.[zdroj?]
Rekordní množství sněhu, 1,15 m, napadlo 9. února 1953.

## Geografie
Náhorní plošina Hautes Fagnes se táhne od východoseverovýchodu k západojihozápadu.
Na severu ji vymezuje řeka Vesdre a na jihu Rour, Warche a Amblève.
Silnice, které procházejí plošinou od severu k jihu, a řeky, které zde vytvářejí hluboká údolí, určují několik nezalesněných oblastí bažin, které následují od západojihozápadu v tomto pořadí:
- Fagne de Malchamps, kterou prochází silnice ze Spa do Stavelotu. Na západě ji vymezuje údolí řeky Amblève a na východě údolí řeky Hoëgne a dálnice E42. Tato bažina je zdrojem vody pro železité prameny ve Spa. Při jejím okraji se nachází letiště města Spa. Pramení zde řeka Wayai.
- Hautes Fagnes sud-occidentales (Jihozápadní Hautes Fagnes) v okolí Baraque Michel a Signal de Botrange. Tuto oblast ohraničuje na východě řeka Helle a procházejí jí silnice spojující Malmedy s Verviers a Eupenem. Pramení zde řeky Gileppe, Statte, Hoëgne, Eau Rouge, Trôt Marets, Bayehon, Rour, Schwartzbach, Helle a Soor.
- Hautes Fagnes nord-orientales (Severovýchodní Hautes Fagnes), ohraničené na východě řekou Vesdre. Prochází jimi silnice z Eupenu do Monschau a pramení zde řeky Spoorbach, Ghete a Vesdre.

Řeka Rour odděluje Hautes Fagnes od Rocherathské plošiny, která má podobné ekologické, klimatické a geologické podmínky, nicméně není součástí Hautes Fagnes.
Pramení zde řeky Warche, Olef a Schwalm a v bývalé obci Elsenborn se nachází vojenský tábor, jehož území tvoří zejména vřesoviště a bažiny.

## Zajímavá místa

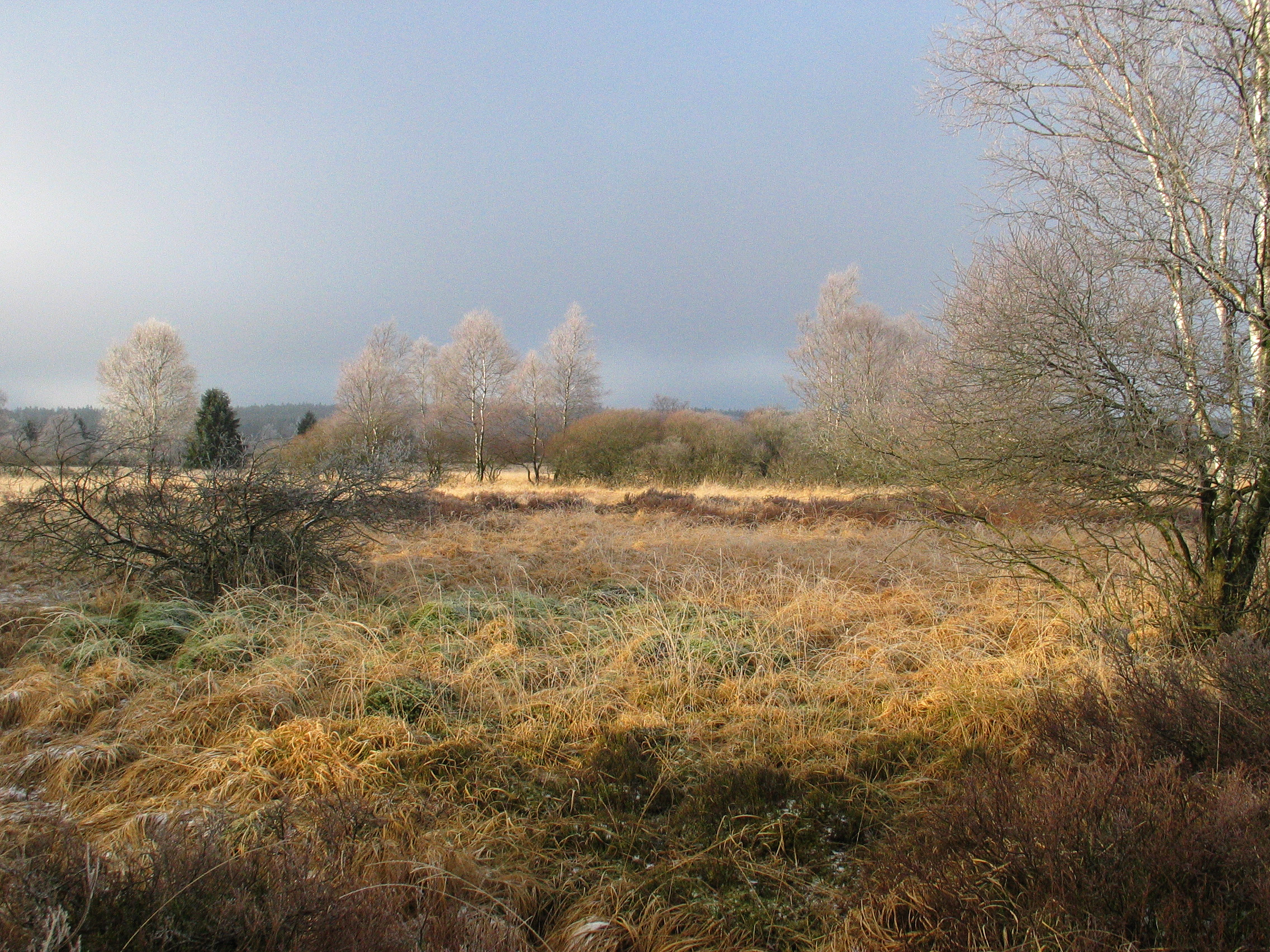
Krajina v Hautes Fagnes

- V Robertville a v Bütchenbachu se na řece Warche nacházejí umělá jezera, jejichž přehrady slouží k výrobě elektřiny.
- V oblasti jsou dvě přehradní nádrže, které slouží jako zásobárna pitné vody, jedna na řece Gileppe, postavená v letech 1867–1875 jako druhá v Evropě, a druhá na řece Vesdre (1938–1950).
- Signal de Botrange je s nadmořskou výškou 694 m nejvyšším bodem Belgie; umělý pahorek (Butte Baltia) vysoký 6 m umožňuje dosáhnout nadmořské výšky 700 m. Roku 1933 zde byla postavena 28 m vysoká kamenná věž.
- 500 m od Signal de Botrange ve směru na Robertville se nachází přírodní centrum (Centre nature), které seznamuje návštěvníky s touto oblastí (informační tabule, vycházky s průvodcem). Ve spolupráci s noclehárnou ve vesnici Ovifat toto centrum organizuje také školy v přírodě a další programy (výstavy, vánoční trhy …).
- Na Baraque Michel se nachází kaple Fischbach.
- La Criox des Fiancés (česky „kříž snoubenců“) je památník smrti páru snoubenců, kteří zahynuli 31. ledna 1871 ve sněhu na cestě z Jalhay do Xhoffraix pro dokumenty potřebné ke svatbě. Jejich těla byla nalezena v malé vzdálenosti od sebe o dva měsíce později.
- Kreuz im Venn je křesťanský kříž, stojící na osamocené skále blízko Kalterherbegu.
- V oblasti Hautes Fagnes je rozeseto mnoho dalších křížů, které připomínají smrt odvážlivců, kteří nedbali nebezpečí této bažinaté oblasti.

## Fauna
- Tetřívek obecný (na jaře 2004 zde bylo napočítáno 27 samců)
- Kočka divoká
- Rysové
- Jeleni
- Srnci
- Prase divoké

## Flóra

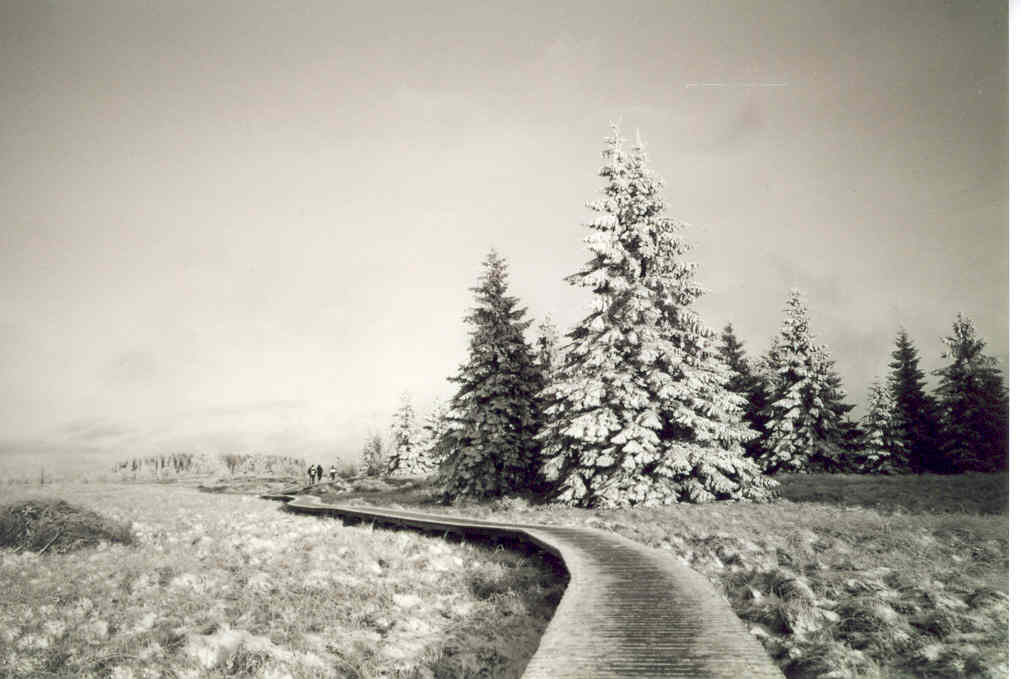
Hautes Fagnes: Pohyb přes vřesoviště je možný díky dřevěným mostům.

### Typické, málo rozšířené rostliny
- Rosnatka okrouhlolistá (Drosera rotundifolia), masožravá rostlina
- Suchopýry: suchopýr pochvatý (Eriophorum vaginatum), suchopýr úzkolistý (Eriophorum angustifolium)
- Brusnice a borůvky: brusnice brusinka (Vaccinium vitis-idaea), brusnice borůvka (Vaccinium myrtillus), borůvka bažinná (Vaccinium uliginosum), klikva (Vaccinium oxycoccos)
- Vřesovce: vřesovec popelavý (Erica cinerea), vřesovec čtyřřadý (Erica tetralix)
- Koprník štětinolistý (Meum athamanticum) v údolí řeky Schwalm
- Sedmikvítek evropský (Trientalis europaea) – symbol chráněné oblasti
- Rašeliníky
- Hořec hořepník (Gentiana pneumonanthe)

### Rozšířené rostliny
- Narcis žlutý (Narcissus pseudonarcissus) byl kdysi předmětem intenzivního sběru, neboť se v okolí města Malmedy používal k barvení velikonočních vajec nažluto. Dnes je jeho sběr regulován (na jednu kytici na osobu) a přísně kontrolován, aby se předešlo devastaci.

## Pravidla pro přístup veřejnosti do přírodních rezervací

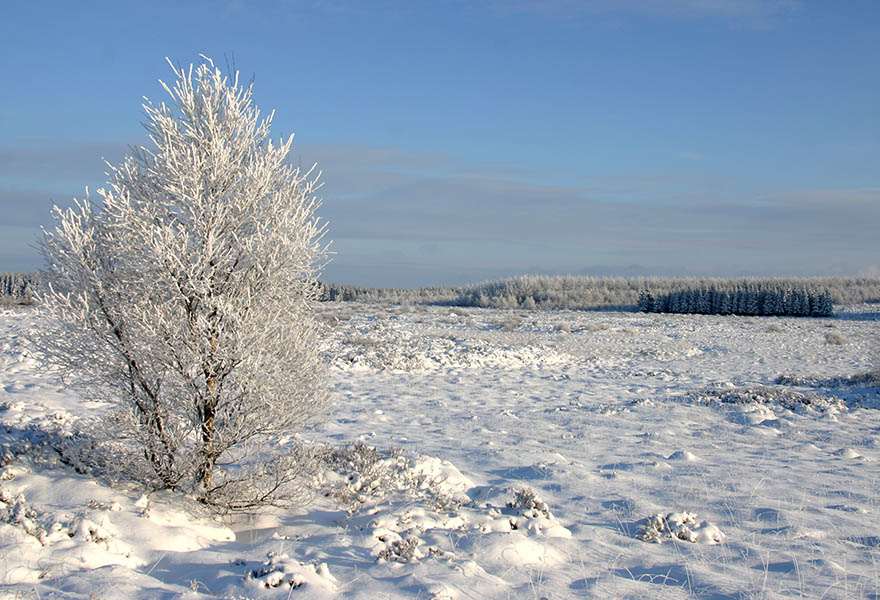
Hautes Fagnes v zimě

Na území přírodních rezervací je zakázáno se pohybovat od západu do východu slunce.
Pravidla přístupu veřejnosti ve dne určuje rozdělení na čtyři zóny:
- Zóna A – neomezený přístup
- Zóna B – návštěvníci se smí pohybovat jen po vyznačených cestách
- Zóna C – vstup pouze v doprovodu průvodce
- Zóna D – úplný zákaz vstupu

Na některých místech jsou tato omezení zpřísněna v období hnízdění (od poloviny března do konce července).
Procházky po Hautes Fagnes jsou zcela zakázány, když jsou vztyčeny červené vlajky.